# Flavius Victor
Ne doit pas être confondu avec Victor (général romain).
Flavius Victor (couramment appelé Victor), mort en 388, est le fils de l'usurpateur Magnus Maximus et, selon la légende, d'Hélène de Caernarfon, la fille prétendue du souverain Octavius de Bretagne. Encore enfant, il a été proclamé par son père peut-être « César » puis comme « Auguste ».

## Histoire
(juillet 2025).
Motif : Non sourcé et ne correspond pas à l'état des connaissance au XXIe siècle
Le père de Victor est un usurpateur de l'Empire romain d'Occident. Il négocia sa reconnaissance par les Augustes légitimes Valentinien II et Théodose Ier et, quand ces négociations échouèrent, força son acte d'usurpation en proclamant son fils Auguste en 387 avant d'aller affronter Théodose Ier dans les Balkans et lui confie le gouvernement de la Gaule, indiquant ainsi une volonté d'assurer sa succession. Cette méthode avait déjà été utilisé par l'empereur Valentinien Ier qui avait déclaré Auguste son fils et héritier Gratien en 367 et par Théodose qui avait déclaré Auguste son propre fils et héritier Arcadius en 383.
Maxime et Victor gagnèrent la reconnaissance de la légitimité de leur co-règne par Théodose en 386. En 387, Maxime mena une campagne en Italie contre Valentinien II. Victor était resté à Trèves. Les rois Genobaud, Marcomer et Sunno mettent à profit le départ de Maxime pour franchir le limes et piller et massacrer la population de la région de Cologne. Ses généraux nommés Quintinius et Nannienus interviennent aussitôt et repoussent les rois Francs. Quintinius lance même une expédition punitive sur la rive droite du Rhin mais il tombe dans un piège et il est tué avec toute son armée. Pendant ce temps son père Maxime vainquit Valentinien mais perdit face à un Théodose nouvellement hostile en 388. Ce dernier envoya Arbogast à Trèves pour tuer Victor.
La mort de Victor laissa Valentinien II, Théodose Ier et Arcadius comme seuls Augustes dans l'empire.